# Phaeoisariopsis williamsiae
Phaeoisariopsis williamsiae är en svampart som beskrevs av J. Walker & N.H. White 1991. Phaeoisariopsis williamsiae ingår i släktet Phaeoisariopsis och familjen Mycosphaerellaceae.   Inga underarter finns listade i Catalogue of Life.